# Bessiburg
Die Bessiburg ist eine abgegangene hochmittelalterliche Spornburg auf einer Bergzunge im Flurbereich „Bösenbürgle“ nordöstlich des Dorfes Merdingen, einem heutigen Ortsteil der Gemeinde Merdingen im Landkreis Breisgau-Hochschwarzwald in Baden-Württemberg.

## Geschichte
Die Burg wurde vermutlich im 13. Jahrhundert von den ritterlichen Herren von Merdingen, die wahrscheinlich Lehnsleute der Grafen von Freiburg als Nachfolger der Zähringer waren, erbaut. 1456 werden Weinreben „uff Bessiburg ob dem umsweiff“ genannt, was gleichzeitig die Erstnennung der Burg darstellt. 1507 ist die Rede von „Reben uff Fronkuntzgen heisset Besebürglin“ und 1524 von „reben uff dem besen berglin ob dem vmschweiff“, nach 1456 war die Burg also vermutlich schon zerstört. Heute wird die Burgstelle als Weinberg genutzt.